# 大浜公園 (静岡市)
静岡市大浜公園（しずおかし おおはまこうえん）は、静岡県静岡市駿河区西島に所在する公園である。海岸の近くにあり、プールが主な施設である。

## 歴史
1930年9月5日、近隣の大浜海水浴場が前年に廃止になったことに伴い、代替施設として大浜プールが開設された。以来、無料で利用できることもあって、毎年夏にはおよそ10万人近くが訪れ、静岡市民に長年親しまれていた。
平成の末期より、施設の老朽化が進行し、維持管理費等が増加してきたことから、施設を存続させるか、廃止するかの課題が浮上。2016年から検討を進め、大浜公園をリニューアルさせ施設の利用を有料化にして存続させるとして2020年に「大浜公園リニューアル基本計画」を策定。2023年PFI法により大浜公園再整備事業を特定事業として選定し、2023年7月11日大浜シーリゾート株式会社と契約、再整備事業を小雀建設株式会社（横浜市）を代表とする複数企業で施工することが決定。旧施設は2022年に休業し、2023年11月より解体。解体後着工し、2025年7月19日リニューアルオープンの運びとなった。

## リニューアルオープン後
流水プールや25mプールに加え、新たに幼児が遊べるアトラクションプール、富士山や駿河湾を一望できるウォータースライダーを設けている。これまでの大浜公園は、夏季のプール利用が中心であったが、木製大型遊具、芝生広場や、レストラン、カフェ等でくつろげる民間収益施設を整備することにより、年間を通じて多くの人が楽しめる魅力ある公園となる。
プールは7月中旬～9月中旬までの約2か月間営業し利用は有料だが、プール以外の施設は1年中利用でき入園無料。プール施設および駐車場の営業時間は毎日9:30〜18:00。